# Louis Smith
Pour les articles homonymes, voir Smith.
Louis Antoine Smith (né le 22 avril 1989 à Peterborough) est un gymnaste britannique. Il pratique le cheval d'arçon.

## Biographie
Louis Smith est né d'un père jamaïcain et d'une mère anglaise, qui l'a élevée seule à partir de l'âge de sept ans. Il a commencé la gymnastique à l'âge de 5 ans.
Il est le gymnaste britannique le plus médaillé de l'histoire des Jeux olympiques.

## Controverse
En octobre 2016, il crée une polémique en se filmant en train de parodier une prière musulmane. Menacé de mort sur les réseaux sociaux, il se retrouve sous le coup d'une procédure disciplinaire menée par la fédération britannique de gymnastique. Alors qu'il risque initialement l'exclusion, il est finalement condamné à deux ans de suspension. Après avoir fait des excuses publiques à la communauté musulmane, il visite une mosquée londonienne en geste d'apaisement.
Sa condamnation par sa fédération sportive a conduit plusieurs observateurs, comme la National Secular Society, à le considérer comme la victime d'une forme de loi officieuse contre le blasphème (pourtant officiellement autorisé au Royaume-Uni).

## Palmarès

### Jeux olympiques
- Pékin 2008
  -  médaille de bronze au cheval d'arçons

- Londres 2012
  -  médaille de bronze au concours par équipes
  -  médaille d'argent au cheval d'arçons

- Rio de Janeiro 2016
  -  médaille d'argent au cheval d'arçons

### Championnats du monde
- Glasgow 2015
  -  médaille d'argent au concours général par équipes
  -  médaille d'argent au cheval d'arçons

- Stuttgart 2007
  -  médaille de bronze au cheval d'arçons

- Rotterdam 2010
  -  médaille d'argent au cheval d'arçons

- Tokyo 2011
  -  médaille de bronze au cheval d'arçons

### Championnats d'Europe
- Amsterdam 2007
  - 4e au cheval d'arçons

- Milan 2009
  -  médaille d'argent au cheval d'arçons

- Birmingham 2010

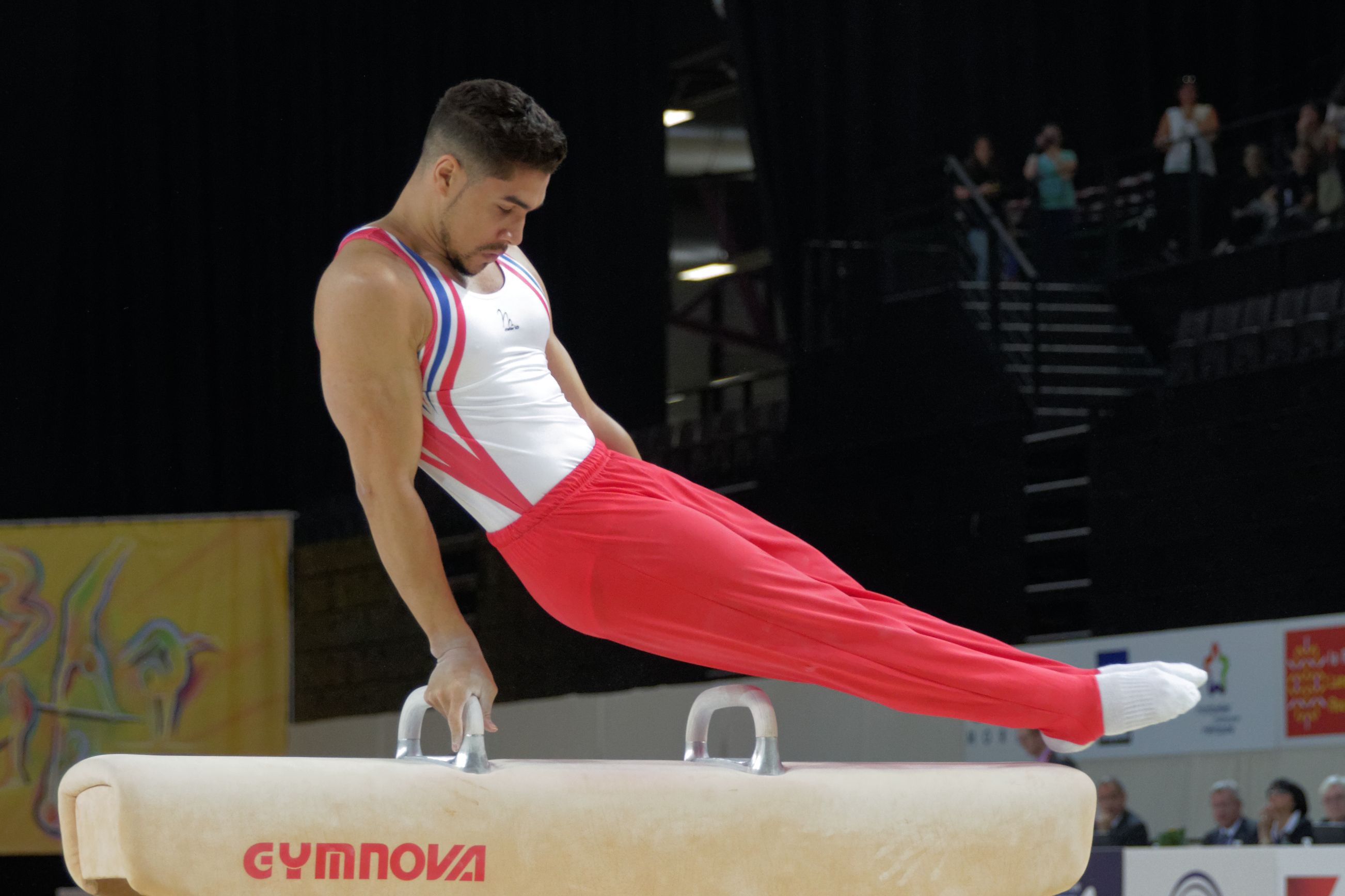
Louis Smith aux Championnats d'Europe de gymnastique artistique 2015.

  -  médaille d'argent au concours par équipes
  -  médaille d'argent au cheval d'arçons

- Montpellier 2012
  -  médaille d'or au concours par équipes
  -  médaille d'argent au cheval d'arçons

- Montpellier 2015
  -  médaille d'or au cheval d'arçons

### Jeux du Commonwealth
- Melbourne 2006
  -  médaille d'or au cheval d'arçons
  -  médaille de bronze par équipes